# Tage Schelle
Tage Schelle (født 30. november 1915, død 28. januar 1987) var en dansk præsident for Sø- og Handelsretten 1981-1985. 
Schelle blev cand. jur. 1940 og derefter ansat som dommerfuldmægtig i justitsministeriet (1941), hvor han blev kontorchef fra 1954-1967. I 1967 blev han vicepræsident for Sø- og Handelsretten og i 1981 dens præsident.

## Notat fra besættelsestiden
| Citat                                                                   | Her i Landet er alle 40 anerkendt som politiske Flygtninge omend ud fra et meget spinkelt Grundlag. Men for de fleste kan man roligt gaa ud fra, at det vil være et Held at blive af med disse Familier af fremmedlovgivningsmæssige Hensyn. Det drejer sig om Personer, der vanskeligt kan akklimatisere sig her i Landet. En del vil have vanskeligt ved at finde Arbejde og er derfor henvist til Socialhjælp. En lang Interneringsperiode vil jo kun øge Vanskelighederne. | Citat |
| Tage Schelle, 16. Juli 1941, Justitsministeriets 3. ekspeditionskontor. | |       |

I 1997 kom det frem at Schelle under den tyske besættelse af Danmark i 1941 som nyansat jurist i Justitsministeriet havde udarbejdet et notat, som bidrog til at tyske politiske flygtninge med opholdstilladelse i Danmark blev sendt tilbage til Nazi-Tyskland. Notatet  omhandler 40 flygtninge (de fleste kommunister, herunder ni dansk gifte mænd), der på det tidspunkt var interneret i enten Horserødlejren eller Vestre Fængsel.